# Triphleba tumidula
Triphleba tumidula är en tvåvingeart som först beskrevs av Schmitz 1918.  Triphleba tumidula ingår i släktet Triphleba och familjen puckelflugor. Arten har ej påträffats i Sverige. Inga underarter finns listade i Catalogue of Life.